# 최영철 (1907년)
최영철(1907년 8월 2일~1991년 8월 5일)은 대한민국의 정치인이다. 제3대 국회의원을 지냈다.

## 역대 선거 결과
|  | 36.55% |

|  | 29.19% |